# Lokalbahn Ludwigshafen–Frankenthal
| |                     |                                          |                                          |
| Streckenlänge: | 11,2 km             |                                          |                                          |
| Spurweite: | 1000 mm (Meterspur) |                                          |                                          |
| Maximale Neigung: | 25 ‰                |                                          |                                          |
| Minimaler Radius: | 70 m                |                                          |                                          |
| Streckengeschwindigkeit: | 15 km/h             |                                          |                                          |
| |                     |                                          |                                          |
| \| \| \| von Dannstadt \| \| \| \| 0,00 \| Ludwigshafen Bahnhof \| Ludwigshafen Bahnhof \| \| \| \| zum Hafen \| \| \| \| \| zum Güterbahnhof \| \| \| \| 0,38 \| Ludwigshafen Depot \| Ludwigshafen Depot \| \| \| 1,21 \| Ludwigshafen Anilinfabrik \| Ludwigshafen Anilinfabrik \| \| \| \| Straßenbahn von Ludwigshafen, ab 1903 \| \| \| \| \| Straßenbahn nach Oppau \| \| \| \| \| Straßenbahn nach Friesenheim, ab 1903 \| \| \| \| 2,68 \| Friesenheim \| Friesenheim \| \| \| 5,31 \| Oppau \| Oppau \| \| \| 6,05 \| Oppau-Edigheim Güterstation \| Oppau-Edigheim Güterstation \| \| \| \| Strecke ins Rheinvorland (BASF), ab 1916 \| \| \| \| 6,74 \| Edigheim \| Edigheim \| \| \| \| vom Hafen \| Anfang Dreischienengleis \| \| \| 9,35 \| Frankenthal Kanal \| Frankenthal Kanal \| \| \| 10,06 \| Speyerer Thor \| Speyerer Thor \| \| \| \| zum Bahnhof \| Ende Dreischienengleis \| \| \| 11,00 \| Frankenthal Bahnhof \| Frankenthal Bahnhof \| \| \| \| Bahnstrecke Mainz–Ludwigshafen \| \| \| \| \| Lokalbahn Frankenthal–Großkarlbach \| \| |                     |                                          |                                          |
| Strecke (außer Betrieb) |                     | von Dannstadt                            | von Dannstadt                            |
| Bahnhof (Strecke außer Betrieb) | 0,00                | Ludwigshafen Bahnhof                     | Ludwigshafen Bahnhof                     |
| Kreuzung (Strecke geradeaus außer Betrieb) |                     | zum Hafen                                | zum Hafen                                |
| Kreuzung (Strecke geradeaus außer Betrieb) |                     | zum Güterbahnhof                         | zum Güterbahnhof                         |
| Dienststation / Betriebs- oder Güterbahnhof (Strecke außer Betrieb) | 0,38                | Ludwigshafen Depot                       | Ludwigshafen Depot                       |
| Haltepunkt / Haltestelle (Strecke außer Betrieb) | 1,21                | Ludwigshafen Anilinfabrik                | Ludwigshafen Anilinfabrik                |
| Abzweig geradeaus und von links (Strecke außer Betrieb) |                     | Straßenbahn von Ludwigshafen, ab 1903    | Straßenbahn von Ludwigshafen, ab 1903    |
| Abzweig geradeaus und nach rechts (Strecke außer Betrieb) |                     | Straßenbahn nach Oppau                   | Straßenbahn nach Oppau                   |
| Abzweig geradeaus und nach links (Strecke außer Betrieb) |                     | Straßenbahn nach Friesenheim, ab 1903    | Straßenbahn nach Friesenheim, ab 1903    |
| Haltepunkt / Haltestelle (Strecke außer Betrieb) | 2,68                | Friesenheim                              | Friesenheim                              |
| Haltepunkt / Haltestelle (Strecke außer Betrieb) | 5,31                | Oppau                                    | Oppau                                    |
| Dienststation / Betriebs- oder Güterbahnhof (Strecke außer Betrieb) | 6,05                | Oppau-Edigheim Güterstation              | Oppau-Edigheim Güterstation              |
| Kreuzung (Strecke geradeaus außer Betrieb) |                     | Strecke ins Rheinvorland (BASF), ab 1916 | Strecke ins Rheinvorland (BASF), ab 1916 |
| Haltepunkt / Haltestelle (Strecke außer Betrieb) | 6,74                | Edigheim                                 | Edigheim                                 |
| Abzweig geradeaus und von rechts (Strecke außer Betrieb) |                     | vom Hafen                                | Anfang Dreischienengleis                 |
| Haltepunkt / Haltestelle (Strecke außer Betrieb) | 9,35                | Frankenthal Kanal                        | Frankenthal Kanal                        |
| Haltepunkt / Haltestelle (Strecke außer Betrieb) | 10,06               | Speyerer Thor                            | Speyerer Thor                            |
| Abzweig geradeaus und nach links (Strecke außer Betrieb) |                     | zum Bahnhof                              | Ende Dreischienengleis                   |
| Bahnhof (Strecke außer Betrieb) | 11,00               | Frankenthal Bahnhof                      | Frankenthal Bahnhof                      |
| Kreuzung (Strecke geradeaus außer Betrieb) |                     | Bahnstrecke Mainz–Ludwigshafen           | Bahnstrecke Mainz–Ludwigshafen           |
| Strecke (außer Betrieb) |                     | Lokalbahn Frankenthal–Großkarlbach       | Lokalbahn Frankenthal–Großkarlbach       |

Die Bahnstrecke Ludwigshafen–Frankenthal war eine eingleisige, meterspurige Lokalbahn, die Ludwigshafen am Rhein mit Frankenthal in der Pfalz verband. Sie war Teil der Ludwigshafener Lokalbahnen, zu denen auch noch die Bahnstrecken Ludwigshafen–Meckenheim und Frankenthal–Großkarlbach gehörten.

## Geschichte
Die rasch wachsende Stadt Ludwigshafen am Rhein mit ihrer expandierenden Industrie führte Ende des 19. Jahrhunderts zu steigenden Verkehrsbedürfnissen in das Umland, die die Pfalzbahn zum Bau mehrerer meterspuriger Strecken in das Umland veranlassten.
Die Vorplanungen für die Strecken Ludwigshafen–Dannstadt und Ludwigshafen–Frankenthal waren 1887 abgeschlossen. 1888 wurden die Strecken durch die Bayerische Staatsregierung genehmigt, 1898 wurden die Grundstücke gekauft und im Frühjahr 1890 mit dem Bau begonnen. Die Strecken sollten überwiegend dem Arbeiterverkehr dienen und benutzten daher großenteils die vorhandenen Straßen und führten mitten durch die Ortschaften. Es gab langwierige Auseinandersetzungen, in welcher Form die Gleisanlagen in die Straße eingebettet oder an ihr entlanggeführt werden sollten. Auch darüber, ob eine Dampfstraßenbahn einer aufstrebenden Stadt wie Ludwigshafen angemessen wäre, wurde diskutiert, eine Diskussion, die sogar den Rücktritt des Ludwigshafener Bürgermeisters zur Folge hatte. Währenddessen standen die Wagen, die in der Waggonfabrik Ludwigshafen gebaut worden waren, schon im August 1889 bereit. Am 15. Oktober 1890 wurden beide Strecken eröffnet. Es wurde hervorgehoben, dass die geplanten Baukosten unterschritten wurden. Die Strecken waren am Hauptbahnhof Ludwigshafen miteinander verbunden, gemeinsames Betriebswerk war Ludwigshafen Depot. Durchgehende Züge Dannstadt–Frankenthal gab es aber nicht. 1903 wurde eine Strecke der Straßenbahn Mannheim/Ludwigshafen nach Friesenheim gebaut, sie benutzte einen Teil der Strecke gemeinsam mit der Lokalbahn.
Am 1. Juli 1891 wurde die Strecke von Frankenthal nach Großkarlbach verlängert, mit einer höhengleichen Kreuzung der Bahnstrecke Mainz–Ludwigshafen, die Züge auf beiden Strecken endeten aber in der Regel in Frankenthal.
1912 wurden Verhandlungen über eine Verpachtung oder den Verkauf der Strecken an die Rhein-Haardt-Bahn aufgenommen, sie kamen jedoch nicht so recht voran. Nach dem Ersten Weltkrieg machte die Eisenbahndirektion in Ludwigshafen 1918 ein Verkaufsangebot an die Städte Ludwigshafen am Rhein und Frankenthal. Diese wiederum ließen ein eigenes Gutachten erstellen. Schon damals war die Einstellung der Strecke durch Ludwigshafen und die Elektrifizierung der restlichen Strecken geplant. 1920 erfolgte ein erneutes Kaufangebot der Reichsbahn. Bis 1929 wurde verhandelt ohne zu einem Ergebnis zu kommen.
Am 7. Oktober 1933 erfolgte die letzte Fahrt auf der Strecke Ludwigshafen–Frankenthal. Im Anschluss daran wurde sie stillgelegt. Erhalten blieben die gemeinsame Straßenbahnstrecke in Ludwigshafen und das normalspurige Gleis zum Hafen in Frankenthal.

## Verkehr
Im Eröffnungsjahr verkehrten fünf Zugpaare. Anschluss in Ludwigshafen und Frankenthal an die anschließenden Lokalbahnen gab es nicht.
Alle Züge führten die 2. und die 3. Wagenklasse. Auch nach Einführung der 4. Klasse 1907 blieb es dabei. Toiletten gab es nicht. Ein Wagen der 3. Klasse wurde als Frauenwagen geführt. Alle Personenwagen verfügten über Spindel- und Körtingbremsen sowie über eine Dampfheizung.
1913 wurden 834.201 Fahrgäste befördert, davon 579.000 im Arbeiter und Schülerverkehr. Der Güterverkehr lag 1913 bei 18.306 Tonnen. Davon wurden 13.773 Tonnen auf die Hauptbahn übergeben beziehungsweise von ihr übernommen. 1915 wurden 1.194.000, 1916 1,3 Millionen Fahrgäste zwischen Ludwigshafen und Großkarlbach gezählt.
Nach Eröffnung des normalspurigen Gütergleises ins Rheinvorland 1916 wurde der Güterverkehr auf der Lokalbahn zwischen Ludwigshafen und Frankenthal praktisch eingestellt. Auch im Personenverkehr gab es Einbußen, weil die BASF mit eigenen Fahrzeugen den Arbeiterzugverkehr zwischen Ludwigshafen und Oppau auf dieser Strecke übernahm. 1927 ging eine Straßenbahnlinie nach Oppau in Betrieb, daraufhin wurde der Verkehr zwischen Ludwigshafen und Oppau-Edigheim fast völlig eingestellt.

## Fahrzeuge

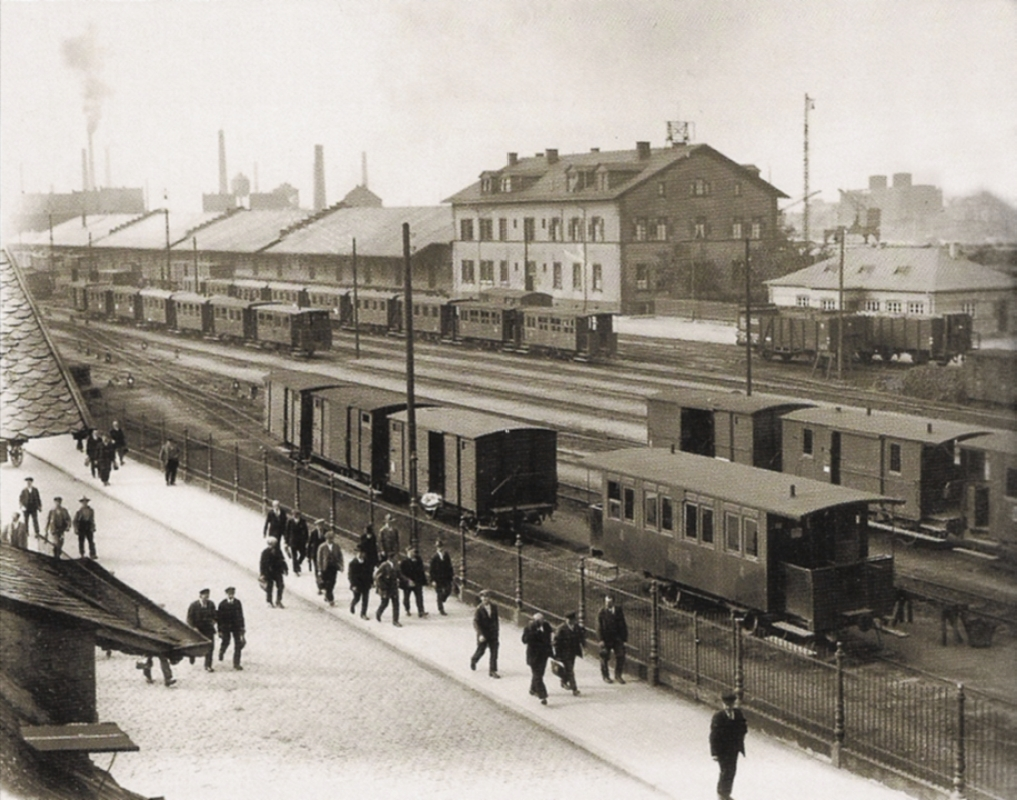
Betriebsbahnhof Ludwigshafen

Der Anfangsbestand der beiden Ludwigshafener Bahnen waren sieben Lokomotiven der späteren Baureihe L 1. Sie waren in Ludwigshafen Depot, Dannstadt und Frankenthal stationiert. Im Lokschuppen in Frankenthal waren die Loks auch nach der Stilllegung der Ludwigshafener Strecken 1933 untergebracht. Aus Anlass der Verlängerung der Strecke und aufgrund des wachsenden Verkehrs wurden mehrfach Lokomotiven nachgebaut, die letzte 1910. 1913 waren 13 Dampflokomotiven vorhanden. Die Lokomotiven kamen durch Untersuchungen und Reparaturen auf dem ganzen Netz herum. Ab 1923 wurden noch drei modernere Lokomotiven der Pfälzischen Pts 3/3 H beschafft.
1896 wurden schon Versuche mit einem Benzoltriebwagen gemacht. Näheres ist leider nicht bekannt. 1896 wurde eine Gaslokomotive erprobt.
1896 wurde auch der Betrieb mit zwei zweiachsigen Akkutriebwagen der Firma Kummer & Cie in Niedersedlitz bei Dresden mit 16 Sitz- und 16 Stehplätzen aufgenommen. Die Motorleistung betrug zwölf Pferdestärken. Diese wurden 1898 durch zwei vierachsige Exemplare der Mainzer Waggonfabrik Gebrüder Gastell ersetzt. Diese Triebwagen wurden für 22 Zwischenfahrten auf der Strecke nach Mundenheim eingesetzt. Der parallele Bau einer Straßenbahn nach Mundenheim machte die Triebwagen überflüssig. 1904 wurden die Triebwagen zu normalen Personenwagen umgebaut.
Aufgenommen wurde der Verkehr mit 30 Personenwagen, 1891 kamen noch einmal 20 Personenwagen hinzu, 1900 weitere 15. 1913 gab es insgesamt 94 Personenwagen und 118 Gepäck- und Güterwagen. 1923–1929 wurden 42 neue Personenwagen, zehn Gepäckwagen mit Postabteil und sechs gedeckte Güterwagen beschafft. Diese Wagen dürften aber überwiegend auf den Strecken nach Meckenheim und nach Großkarlbach gelaufen sein.
Bei der Einstellung blieben viele Fahrzeuge auf der Strecke Frankenthal–Großkarlbach oder wurden zu anderen Meterspurbahnen umgesetzt.